# Adam Godley
Adam Godley (Amersham, Buckinghamshire; 22 de julio de 1964) es un actor británico de cine, teatro y televisión. Fue nominado tres veces para el premio Laurence Olivier y candidato para el premios Tony

## Biografía

### Primeros años
Godley nació en una familia de padres judíos en Amersham, Buckinghamshire. Su padre era abogado y su madre magistrada. Creció cerca de Watford, Hertfordshire, y fue a la Escuela Rickmansworth.
Comenzó su carrera como actor a la edad de 9 años, en una producción de radio de la BBC, My Old Man, producida por Hemingway. Su primer papel en el escenario llegó a los 11 años, como el Príncipe Giovanni en The White Devil en el teatro The Old Vic. Su carrera infantil también incluyó trabajos en el Teatro Nacional, en obras como Watch on the Rhine de Lillian Helman o Close of Play, dirigida por Harold Pinter. Godley alcanzó prominencia nacional después de interpretar el papel principal en la adaptación televisiva de la BBC de 1984 de Moonfleet del escritor John Meade Falkner.

### Consolidación y papeles importantes
En 1986, Godley se unió a la compañía de teatro de Alan Ayckbourn en Scarborough, donde permaneció durante tres temporadas. Las producciones incluyeron: June Moon y The Revengers Comedies, ambas estrenadas en el Teatro West End durante la primera temporada, y transferidas al National Theatre durante las demás temporadas. Además, pasó una temporada como miembro de la Royal Shakespeare Company, antes de crear el papel de Cliff en la producción de Sam Mendes de Cabaret en el Donmar Warehouse en 1993. Siguieron varias producciones importantes, incluyendo The Front Page en el Teatro Donmar y The Rivals en el Teatro West End, después de lo cual Godley pasó a crear una serie de papeles en el National, incluidos Kenneth Williams en Cleo; y el papel principal en la producción de Paul de Howard Davies. En 1999 interpretó a Jack Worthing en la producción del West End de La importancia de llamarse Ernesto.
En 2002 hizo su debut cinematográfico en And Now... Ladies and Gentlemen de Claude Lelouch, protagonizada por Jeremy Irons y Patricia Kaas, que se estrenó en el Festival de Cine de Cannes. Continuó actuando en películas como el clásico navideño Love Actually (2003), Around the World in 80 Days (2004), La niñera mágica (2005) o Charlie y la fábrica de chocolate (2005).

### Proyectos recientes
Su papel teatral más reciente fue como uno de los tres hermanos Lehman en The Lehman Trilogy del National Theatre de 2019, por la que fue nominado al premio Laurence Olivier al mejor actor en una obra junto a Simon Russell Beale y Ben Miles. La obra se transfirió a Broadway en 2021, donde recibió una nominación al Premio Tony al Mejor Actor en una Obra junto con Adrian Lester y Simon Russell Beale. En televisión, desde 2020, es protagonista en la serie The Great como el Arzobispo «Archie». En 2023 interpretó a Darwin Perry en el episodio "America Decides" de la serie dramática de HBO Succession.

## Filmografía

### Cine
| 2002               | Thunderpants                      | Placido P. Placeedo                |
| 2003               | Love Actually                     | Mr. Trench                         |
| 2004               | La vuelta al mundo en 80 días     | Mr. Sutton                         |
| 2005               | Charlie y la fábrica de chocolate | Mr. Teavee                         |
| 2005               | Nanny McPhee                      | Vicar                              |
| 2007               | Son of Rambow                     | Brethren Leader                    |
| 2007               | Elizabeth: la edad de oro         | William Walsingham                 |
| 2008               | The X-Files: I Want to Believe    | Padre Ybarra                       |
| 2011               | The Forger                        | Pinkus                             |
| 2012               | Battleship                        | Dr. Nogrady                        |
| 2015               | La teoría del todo                | Senior Doctor - Cambridge Hospital |
| 2016               | The BFG                           | The Manhugger / Lout No. 1         |
| 2018               | Nightmare Cinema                  | Dr. Salvadore                      |
| 2019               | Missing Link                      | Lord Bilge (Voz)                   |
| 2022               | The People We Hate at the Wedding | Narrador (Voz)                     |
| (Fuente: IMDb.com) |                                   |                                    |

### Televisión
| Año                | Película                                | Personaje               | Notas                                          |
| ------------------ | --------------------------------------- | ----------------------- | ---------------------------------------------- |
| 1978               | A Horseman Riding By                    | Simon Craddock          | 3 episodios                                    |
| 1979               | Thomas & Sarah                          | Tomlinson               | 1 episodio                                     |
| 1984               | Moonfleet                               | John Trenchard          | 6 episodios                                    |
| 1991; 1998         | The Bill                                | Duxford/Nigel Penway    | 2 episodios                                    |
| 1992               | An Ungentlemanly Act                    | P.C. Anton Livermore    | Telefilme                                      |
| 1995               | Class Act                               | Graham                  | 1 episodio                                     |
| 1998               | Casualty                                | Alan Decker             | 1 episodio                                     |
| 2000               | Cor, Blimey!                            | Kenneth Williams        | Telefilme                                      |
| 2001               | Sword of Honour                         | Apthorpe                | Telefilme                                      |
| 2002               | The Inspector Lynley Mysteries          | Tony Phillips           | 1 episodio                                     |
| 2003               | Margery and Gladys                      | Graham Heywood          | Telefilme                                      |
| 2004               | Hawking                                 | Frank Hawking           | Telefilme                                      |
| 2006               | Nuremberg: Nazis on Trial               | Gustave Gilbert         | Miniserie                                      |
| 2007               | Coming Up                               | Paul                    | 1 episodio                                     |
| 2007               | The Old Curiosity Shop                  | Sampson Brass           | Telefilme                                      |
| 2008–2013          | Breaking Bad                            | Elliott Schwartz        | 3 episodios                                    |
| 2008               | Terminator: The Sarah Connor Chronicles | Científico              | 1 episodio                                     |
| 2008               | Mad Men                                 | Wayne Kirkeby           | 1 episodio                                     |
| 2009               | Numbers                                 | Dr. Joseph Baskin       | 1 episodio                                     |
| 2009               | Merlin                                  | Jonas                   | 2 episodios                                    |
| 2009               | Dollhouse                               | Clyde Randolph          | 1 episodio                                     |
| 2010               | Private Practice                        | Henry                   | 1 episodio                                     |
| 2010               | Agatha Christie's Marple                | Lomax                   | 1 episodio                                     |
| 2010               | The Special Relationship                | Jonathan Powell         | Telefilme                                      |
| 2011               | Lie to Me                               | Sandy Baxter            | 1 episodio                                     |
| 2011               | CHAOS                                   | Jonathan Aldridge       | 1 episodio                                     |
| 2011               | Case Histories                          | Martin Canning          | 2 episodios                                    |
| 2012               | Diario de un joven doctor               | Demyan Lukich           | Principal, 8 episodios                         |
| 2012               | Harry's Law                             | Hospital Administrator  | 1 episodio                                     |
| 2012               | The Good Wife                           | Leland Carlisle         | 1 episodio                                     |
| 2012               | Suburgatory                             | Mr. Jacobs              | 1 episodio                                     |
| 2013               | Spies of Warsaw                         | Julius Halbech          | Miniserie                                      |
| 2013               | Elementary                              | British Man (voz)       | 1 episodio, sin acreditar                      |
| 2013               | Suits                                   | Nigel Alexander Nesbitt | Recurrente, 5 episodios                        |
| 2014               | Perception                              | Teddy Brennan           | 1 episodio                                     |
| 2014               | Manhattan                               | Dr. Adelman             | 3 episodios                                    |
| 2014               | Homeland                                | Jordan Harris           | 1 episodio                                     |
| 2015–2016          | Powers                                  | Captain Emile Cross     | Principal, 20 episodios                        |
| 2015               | The Blacklist                           | Silas Gouldsberry       | 1 episodio                                     |
| 2017               | Fallet                                  | DCI Tom Brown           | Principal, 8 episodios                         |
| 2018–2019          | Lodge 49                                | Jocelyn Pugh            | Recurrente, 10 episodios                       |
| 2019–presente      | The Umbrella Academy                    | Phinneus Pogo           | Principal Papel de voz y captura de movimiento |
| 2020–2023          | The Great                               | Archie                  | Principal                                      |
| 2021–2022          | The Great North                         | Dick Chateau / Archie   | Papel de voz, 4 episodios                      |
| 2022               | Bob's Burgers                           | Ghost                   | Papel de voz, 1 episodio                       |
| 2023               | Succession                              | Darwin Perry            | Episodio: "America Decides"                    |
| (Fuente: IMDb.com) |                                         |                         |                                                |

## Premios y nominaciones
- Premio Laurence Olivier nominado – Mejor actor de reparto por (Mouth To Mouth) 1999[3]
- Premio Laurence Olivier nominado – Mejor actor de reparto por (Cleo, Camping, Emanuelle and Dick) 2002[2]
- Premio Laurence Olivier nominado – Mejor actor principal por (Rain Man) 2009[1]
- Theatre World Award – Mejor debut en Broadway por (Vidas privadas)
- Outer Critics Circle Award – Mejor actor en el papel destacado en el musical (Anything Goes)
- Premios Tony – Mejor actor en el papel destacado en el musical (Anything Goes)
- Drama Desk Award nomination – Mejor actor de reparto en un musical (Anything Goes)